# Arènes d'Oran
Les arènes d'Oran sont un bâtiment circulaire destiné à son origine à l'accueil de courses de taureaux, situé au sud-ouest de la ville d'Oran. Il s'agit des uniques arènes d'Algérie et une des rares arènes du continent africain. Construit en 1890 en bois, à la suite d'un incendie il fut reconstruit à son état actuel en 1908 et inauguré en 1910.

## Historique
L'histoire de la ville d'Oran est marquée par une période de présence espagnole, de 1505 à 1791. Ceci explique qu'après la parenthèse ottomane, les Espagnols s'y soient rendus plus nombreux qu'ailleurs en Algérie après la prise d'Oran en 1831. Construites pendant la période de l'Algérie française, les arènes témoignent donc de l'influence culturelle hispanique restée vivace dans la cité. 
Des arènes en bois primitives sont inaugurées le 27 mai 1890, avant d'être remplacées par le bâtiment contemporain construit en 1908 et inauguré le 14 juillet 1910. Les courses données y sont nombreuses. Les corridas sont interrompues le 15 juillet 1936 au moment du déclenchement de la guerre d'Espagne. Elles reprennent en 1954, après une réfection, portant ainsi sa capacité d'accueil de 7 000 à 10 000 spectateurs. Elles sont fermées en 1960 durant la guerre d'Algérie.
Les arènes ont reçu des matadors célèbres comme El Cordobes, Ordinez Pepe, Miguel Matéo, José Garcia Lupion, les 3 frères Chicueleb. 
En raison de leur acoustique de qualité elles ne furent pas utilisées que pour la tauromachie, mais également pour des tournois de football, des combats de boxe et de catch.
Après des travaux de réhabilitation lancés en 2009, les arènes ont rouvert leurs portes au public en 2018.

## Caractéristiques
Dans leur état contemporain, les arènes ont un diamètre de 210 m, occupent 4 800 m2 et peuvent accueillir 10 000 spectateurs.